# Серебряная промышленность России
Серебряная промышленность России — отрасль горнодобывающей промышленности, занимающаяся добычей и переработкой серебряных руд. Россия входит в десятку мировых лидеров по запасам (122,9 тыс. т на 2023 год) и добыче серебра, причем 83% сырья извлекается из комплексных месторождений цветных металлов.

## История

### Зарождение серебряной промышленности
Серебро на территории Древней Руси изначально не добывали, а получали в основном торговлей и как военные трофеи. Однако первые попытки организованной добычи относятся к XV–XVI векам. В Холопьем городке (близ Новгорода) археологи обнаружили следы переработки серебра в XII–XIV веках. Однако это было не местное сырьё, а переплавленное европейское (в основном из немецких и чешских монет). Новгородцы активно торговали с Ганзой, получая серебро в виде слитков и монет.
В 1491 году Великий князь Иван III отправил экспедицию на Печору (Северный Урал) для поиска серебра и меди. Были найдены Цилемские рудники, но добыча оказалась незначительной.
До XVIII века Россия, в отличие от Западной Европы, не имела собственного сереброплавильного производства и зависела от импорта. Чтобы чеканить собственные государственные монеты, приходилось закупать серебро за рубежом.
В XVII веке из Сибири стали приходить сведения о лежащих за Байкалом месторождениях серебра. В 1639 году казак-первопроходец Максим Перфильев услышал от витимских жителей о серебре в недрах горы на берегу реки Шилка, серебряные украшения местных племен подтверждали эти рассказы. В 1642 году якутский воевода Петр Головин снарядил экспедицию в Даурию, но попытки найти серебряную гору были безуспешны. Но позже, благодаря находке двух охотников-эвенков, подобравших у горы Култук блестящие камни, таким образом было открыто местоположение серебряных руд.
1689 году на русско-китайскую границу был отправлен посол Фёдор Головин, чтобы выяснить на российской или китайской стороне находится месторождение серебра на г. Калтук. Было установлено, что месторождения принадлежат России, и после подписания Нерчинского договора с Китаем в Забайкалье был основан Аргунский (Нерчинский) сереброплавильный завод. Первые плавки начались в 1690 году под руководством вологодского мастера-рудоплавца Якова Галкина. Строительство плавильных печей и горнов продолжалось до начала XVIII века, но официально завод был открыт лишь в 1704 году.
В 1704 году завод перешел на регулярную работу, но до 1721 года работал по летнему графику ( апрель — октябрь). Казне производство приносило убытки, но дало России возможность впервые чеканить монеты из собственного серебра. Побочным продуктом стал свинец, снизивший зависимость от импорта. Объемы выплавки за эти годы выросли с 0,45 кг до 65 кг серебра.
После окончания Северной войны Пётр I более основательно занялся единственным сереброплавильным заводом страны и направил Илью Голенищева-Кутузова для перевода предприятия на круглогодичную работу.
В 1745 году по указу императрицы Елизаветы Петровны на Барнаульский и Колывано-Воскресенский заводы Акинфия Демидова была отправлена комиссия во главе с бригадиром А.Беэром с целью выявить нарушения монополии государства на добычу драгметаллов, это событие стало определяющим в развитии сереброплавильной промышленности. Была проведена геологоразведка Змеиногорского полиметаллического месторождения. В 1747 году указом Елизаветы Петровны Колывано-Воскресенские заводы были взяты в ведомство государства из-за нарушения горного законодательства. На базе конфискованных предприятий создан Колывано-Воскресенский горный округ, подчиненный Кабинету императрицы, что положило начало государственной монополии на добычу серебра. Горная промышленность стала быстро развиваться. Барнаульский сереброплавильный завод стал центром Алтайского горного округа — огромного промышленного региона площадью 500 тыс. кв. км (включал в себя нынешние Алтайский край, Кемеровскую, Новосибирскую области, часть Томской области и Восточно-Казахстанской области Казахстана), впоследствии став и градообразующим предприятием города Барнаула. К концу XVIII века в регионе работало восемь горно-металлургических заводов, ежегодно выплавлявших 1000 пудов серебра.
Алтай превратился в главный сереброплавильный центр России: к 60-м годам XVIII века здесь производилось более 90% российского серебра. Это обеспечило финансовую стабильность государства и укрепило денежную систему. К 1762 году Колывано-Воскресенские заводы стали лидерами в Европе по производству серебра. Достигнув пика в выплавке в 20 т в 1772 году, затем последовал резкое снижение до 6т в 1784 году. Следующий период устойчивого роста добычи серебра до 16 т и более продолжался до 1869 года и закончился закрытием всех сереброплавильных заводов на Алтае из-за экономического кризиса.
Основные рудники, снабжавшие Нерчинский завод сырьем к середине XVIII века стали истощаться. Богатые поверхностные залежи были выработаны, а глубокая добыча требовала больших затрат. Не хватало современных технологий для эффективной переработки бедных руд (переход с конной тяги на водяное колесо произошел только с 1776 года).
После открытия Старо-Зерентуйского (1739), Благодатского (1745) и Ново-Зерентуйских (1747) рудников ситуация с сырьем для Нерчинского сереброплавильного завода улучшилась. К 1750 году масштабы добычи серебра стали столь значительными, что появилась необходимость в дальнейшем строительстве заводов. С 1760 года строились Кутомарский, Шилкинский и Газимурский заводы. К 1763 году было открыто большое количество новых месторождений.
К концу XIX – началу XX века сереброплавильная промышленность России переживала упадок, вызванный истощением старых месторождений и конкуренцией с более рентабельными отраслями. Добыча серебра продолжалась в основном как побочный продукт при разработке полиметаллических руд. С 1892 года Кабинет, опираясь на мировую практику, начал переоборудование производств под добычу меди, где серебро и золото шли в основном в виде примесей. Но внедрение электролиза меди на Змеиногорской фабрике обернулось убытками. Барнаульский сереброплавильный завод был закрыт в 1893 году, Сузунский медеплавильный завод продолжал извлекать серебро из медных руд, но в незначительных количествах.
В 1912 году в условиях неблагоприятной мировой конъюнктуры Кабинет постановил закрыть последнее сереброплавильное предприятие в Нерчинском округе — Кутомарский завод, и Сузунский медеплавильный завод на Алтае. В 1914 году Сузунский завод был закрыт окончательно. Кабинетская цветная металлургия Сибири прекратила существование.

### Период после Октябрьской революции
После Октябрьской революции сереброплавильная промышленность России, как и вся горнодобывающая отрасль, пережила глубокий кризис. Восстановление началось лишь к началу 1920-х годов и характеризовалось жесткой централизацией, технологической модернизацией и переориентацией на государственные нужды. К 1918 году большинство сереброплавильных заводов (Алтай, Урал, Нерчинск) прекратили работу из-за Гражданской войны, разрушенной инфраструктуры и бегства рабочих. Все горнодобывающие предприятия, включая серебряные рудники, перешли в собственность государства. Все добывающие предприятия отрасли, а также Петроградский монетный двор были переданы в исключительное ведение Государственного комитета золотоплатиновой и серебряной промышленности ВСНХ.
В 20-30 годы XX века в рамках первых пятилеток сереброплавильные предприятия модернизировались, внедрялись новые технологии добычи и выплавки. В 1927 году трест «Союззолото» объединил золото-серебряные прииски.
В 1928 году с Первой Колымской экспедиции советского геолога Юрия Билибина началось освоение земель нынешней Магаданской области, где кроме золотоносных месторождений были найдены и серебряные руды.
Страна остро нуждалась в пополнении золотовалютных резервов для финансирования индустриализации. 18 июля 1930 года было создано Всесоюзное объединение по торговле с иностранцами – Торгсин. Первоначально она обслуживала иностранных туристов и советских граждан, выезжающих за границу, но с 1931 года стала принимать у населения золото, серебро, драгоценные камни и антиквариат в обмен на дефицитные товары.
Сразу после революции большая часть ювелирных фабрик и мастерских закрылась. Пробирные палаты, занимавшиеся клеймением серебра, прекратили работу. В 1918 году функции контроля в ювелирном деле взяла на себя комиссия при Совнаркоме, и до 1927 года клеймение серебра в СССР проводилось по правилам пробирного устава царской России. В 1927 году была принята новая система клеймения, действовавшая до июня 1958 года. В 1923 году было создано «Московское ювелирное товарищество» (МЮТ), которое контролировало производство и продажу предметов из золота и серебра.
В социалистические годы из-за высоких цен на золото ювелирные украшения из серебра пользовались повышенным спросом. В ювелирных украшениях использовали серебро 875–925 пробы.
В 1957 году началась добыча золота и серебра на Чукотке.
В 1968 году геологи Омсукчанской комплексной геологоразведочной экспедиции открыли золотосеребряное месторождение Дукат, впоследствии одно из крупнейших месторождений России по запасам серебра.
Во второй половине 1970-х советская ювелирная промышленность состояла из крупных предприятий, оснащенных современным оборудованием, которые в 1976 году были объединены в «Союзювелирпром». В СССР из серебра изготавливали многие предметы быта – столовые приборы, вазы, подносы, ювелирные изделия.

### Современный этап
В начале 90-х в связи с масштабными реформами начались структурные преобразования в регулировании и управлении добычи драгоценных металлов, что полностью разрушило существовавшую систему управления отраслью. После распада СССР наступил новый этап развития добычи золота, платины и серебра. Право на добычу драгоценных металлов на территории России было предоставлено всем предприятиям и артелям старателей в статусе юридических лиц, физическим лицам было запрещено (запрет сохранился до наших дней) добывать драгметаллы. Но данные меры не привели к росту добычи драгоценных металлов по стране.
В 1993–1994 годах золотодобывающие производства страны после приватизации распались на большое число отдельных предприятий. Одним из первых в отрасли было акционировано производственное объединение «Уралзолото».

## Крупнейшие месторождения серебра в России

### Классификация серебряных руд
Минерально-сырьевая база серебра в России представлена двумя основными типами месторождений:
- Собственно серебряные месторождения. К собственно серебряным относят месторождения, в рудах которых удельная стоимость серебра более 50%[25]. Крупнейшие из них — Дукатское (Магаданская область), Агинское (Камчатка)[26][25].
- Комплексные полиметаллические месторождения, где серебро извлекается в качестве попутного компонента при переработке руд цветных и благородных металлов[26]. Например, свинцово-цинковые (Горевское, Красноярский край), меднопорфировые (Удоканское, Забайкалье), золоторудные (Нежданинское, Якутия)[25].

Серебряные руды также классифицируют на малосульфидные (3–5% сульфидов) и высокосульфидные (до 80% сульфидов).

### Месторождения серебра на территории России
Россия обладает значительными месторождениями серебра и является одним из ведущих его производителей. Основные месторождения сосредоточены в Сибири и на Дальнем Востоке, где доминируют комплексные руды с попутным извлечением золота, меди и цинка. На 2023 год в России зарегистрировано 540 месторождений серебра, балансовые запасы металла составили 122,9 тыс. т, забалансовых запасов — 21,4 тыс. т. На долю комплексных серебросодержащих месторождений приходится 83% запасов, собственно серебряных месторождений — около 17%.
Основная часть запасов серебра находится в восточных регионах России, где расположены крупные месторождения собственно серебряных руд (Прогноз в Якутии и Дукатское в Магаданской области) и различные комплексные серебросодержащие: сульфидные медно-никелевые (Октябрьское и Талнахское в Красноярском крае), свинцово-цинковые (Озерное и Холоднинское в Республике Бурятия, Нойон-Тологой в Забайкальском крае и Горевское — в Красноярском).
В Якутии известно 33 месторождения серебра, среди них самое большое — Прогноз в Верхоянском районе, открытое в 80-х годах. Это самое крупное неразработанное месторождение первичного серебра в России. Недра месторождения содержат 40% всего серебра Якутии, его запасы оцениваются в 4369 т. В 2024 году запущено в промышленную эксплуатацию. Разработкой месторождения занимается дочерняя компания АО «Полиметалл» — ООО «Прогноз-Серебро».

### Крупнейшие компании по добыче серебра в России
Холдинг АО «Полиметалл» является лидером в России с объемом добычи 635 тыс.т серебра. Летом 2022 года компания Polymetal сообщила разделе своих российских и казахстанских активов, о перерегистрации головного холдинга с острова Джерси в Казахстан и о планируемой продаже российских активов. В российские активы компании Polymetal входят Дукатский и Омолонский хабы в Магаданской области, месторождения в Хабаровском крае, Свердловской области, Якутии, Чукотке. В марте 2024 года Polymetal продал 100% акций АО «Полиметалл» (головной компании российских активов) компании АО «Мангазея Плюс», разрабатывающей месторождения золотой руды в Забайкалье. 
Крупнейшие производители серебра в составе холдинга:
- АО «Серебро Магадана». Крупнейший игрок в области добычи серебра в Магаданской области, одном из ключевых регионов России для добычи этого металла. На компанию приходится практически половина всей добычи серебра в России[32]. «Серебро Магадана» владеет Дукатским хабом (рудники Дукат, Лунное, Гольцовый, Арылах) — ключевым месторождением российского серебра[33].
- ООО «Омолонская золоторудная компания» (разрабатывает месторождения Биркинчан, Кубака на Колыме)[34].
- АО «Южно-Верхоянская горнодобывающая компания» (разрабатывает Нежданинское месторождение в Якутии)[35].

«Норникель» добывает серебро как побочный продукт при разработке своих медно-никелевых месторождений, основные серебросодержащие руды находятся в Октябрьском, Талнахском месторождениях (добыча около 105 т суммарно в 2022 году), а также добыча ведется в Забайкальском дивизионе (Быстринский ГОК), там доказанные запасы серебра составляют 810 т. Доля компании в мировой добыче серебра составляет 0,3%. В 2019 году Заполярным филиалом (Кольская ГМК) выплавлено более ста тонн серебра. 
УГМК. Разрабатывает медноколчеданные и полиметаллические месторождения серебра (месторождения Гайское, Степное, Учалинское). Оценивала свою долю в производстве серебра в 12% добычи в России. За 2018 год добыча серебра составила по оценкам 347 т.
ООО «ГеоПроМайнинг Верхне-Менкече» ведёт добычу серебра на полиметаллическом месторождении Верхне-Менкече в Якутии. Компания принадлежит международной горнодобывающей компании GeoProMining.
Highland Gold ведёт деятельность преимущественно в Хабаровском и Забайкальском краях, а также в Чукотском АО России. В 2023 году компания редомицилировалась в Россию, ранее входила в состав мирового производителя Highland Gold Mining. 
Одним из крупнейших игроков на рынке добычи серебра до 2022 года была канадская компания Kinross Gold, которая через дочерние «Чукотскую горно–геологическую компанию» и «Северное золото» разрабатывала рудники «Купол» и «Двойное» на Чукотке. После антироссийских санкций в 2022 году приостановила работу в России и продала активы компании Highland Gold.

## Данные по добыче и резервам
Согласно данным Геологической службы США (USGS) Россия обладает запасами серебра в 92 тыс. т. Добыча за 2024 год составила 1200 т серебра.
Россия входит в пятерку крупнейших мировых производителей серебра, на её долю приходится приблизительно 6% глобального производства металла. По количеству запасов серебра Россия занимает второе место в мире, а по его производству — четвёртое.

## Экспорт и импорт серебра
До 2022 года на Россию приходилось 2,6% мирового экспорта серебра, основными покупателями российского серебра были Великобритания, Швейцария и Индия. В 2021 году экспорт в денежном выражении составил 750 млн долл.
Однако после начала военных действий на Украине экспорт серебра был ограничен из-за санкций. Российские производители серебра переориентировали свои поставки на Азию и Ближний Восток.